# آمبرا، پنامبرا و آنتومبرا

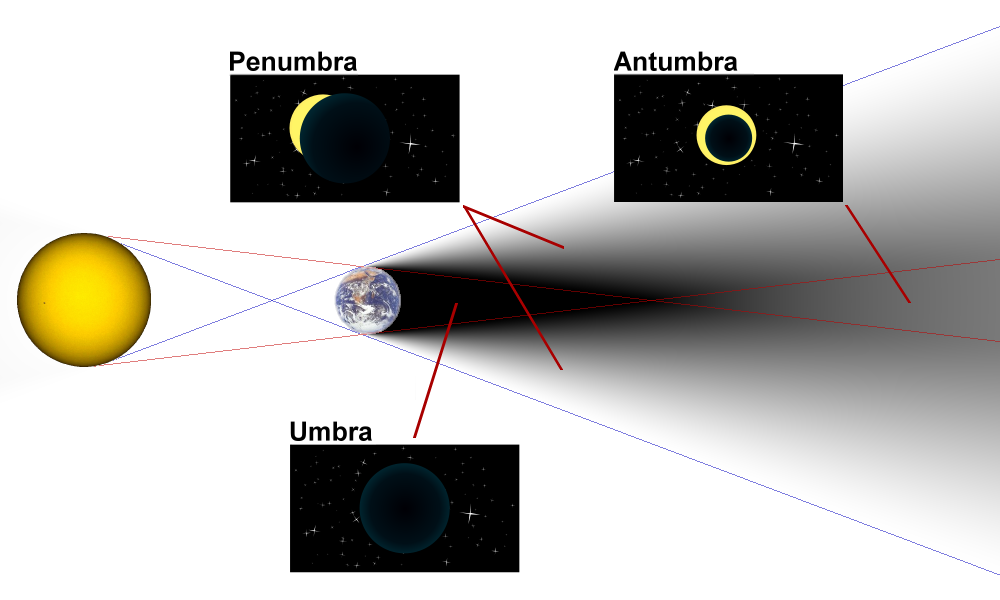
آمبرا، پنامبرا و آنتومبرای زمین و تصاویری که در برخی از نقاط نشر دیده می‌شوند (اندازه و فاصله نسبی اجسام نشان داده‌شده بدون مقیاس است

آمبرا، پنامبرا و آنتومبرا (انگلیسی: Umbra, penumbra and antumbra) گاهی تحت عنوان سایه‌های سه‌وجهی هم شناخته می‌شوند، سه وجه مشخصی از سایه هستند که توسط هر منبع نوری و پس از برخورد با یک جسم دارای کدری ایجاد می‌شوند. با فرض عدم وجود پراش برای پرتو موازی‌ساز (مثل نقطه انتشار نور)، تنها می‌توانیم شاهد ایجاد (شکل‌گیری) آمبرا باشیم.

## نگارخانه

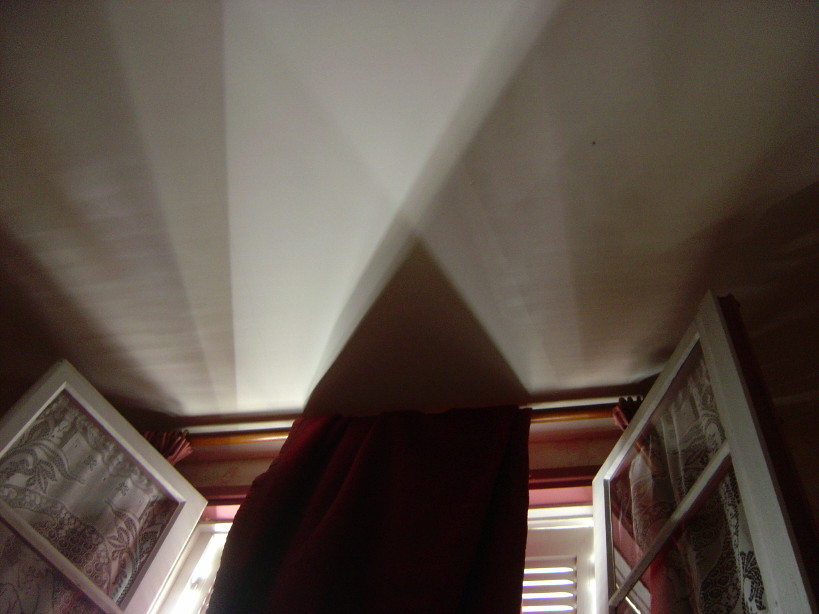
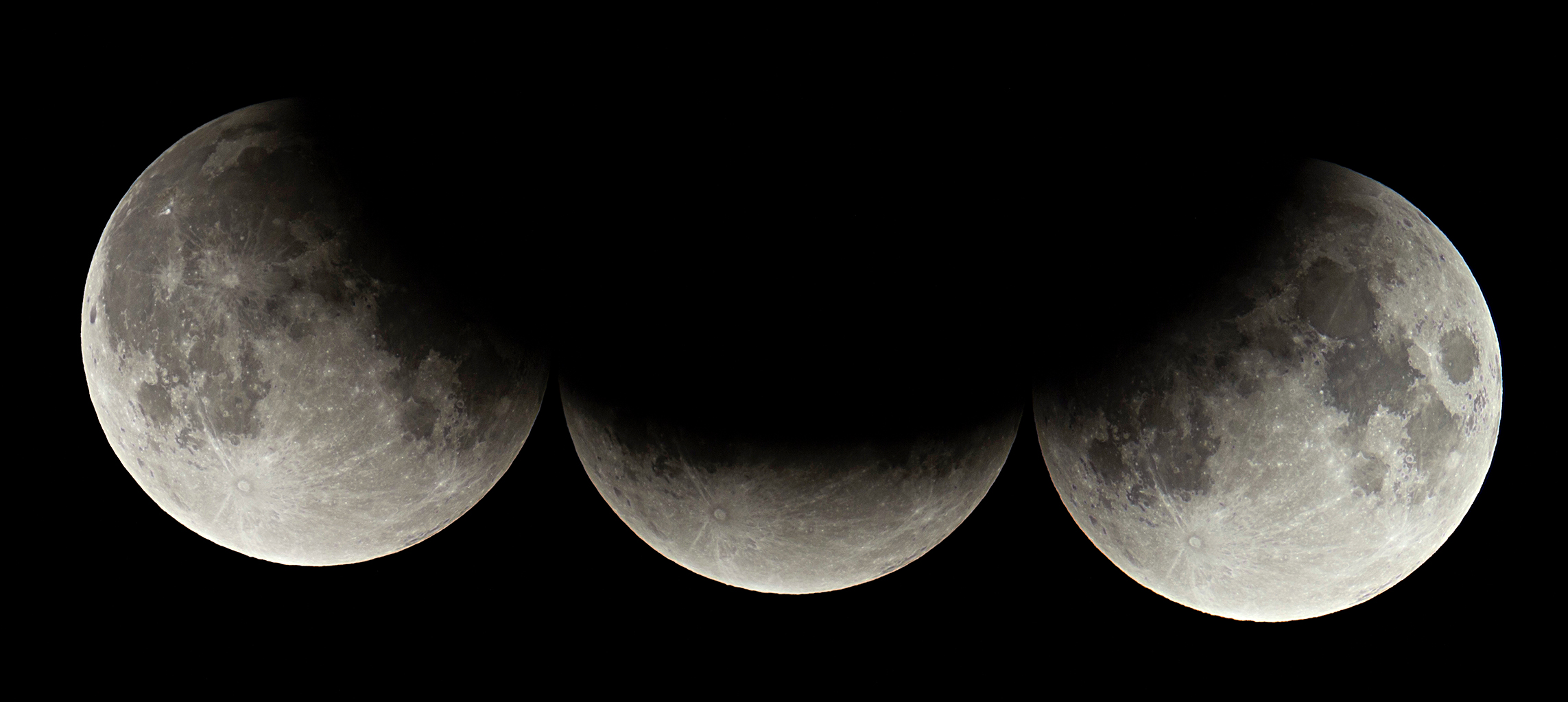